# Adam Kozák
Adam Kozák (11 de junio de 1999) es un jugador profesional de voleibol checo, juego de posición receptor/atacante. Desde la temporada 2018/2019, el juega en el equipo VSC Zlín.

## Palmarés

### Clubes
Copa de la República Checa:
- 2017

Campeonato de la República Checa:
- 2017, 2018